# Відповідь на незгорнуті білки
Ві́дповідь на незго́рнуті білки́ (англ. unfolded protein response, UPR) — сигнальний шлях, що активується у клітині у відповідь на накопичення неправильно згорнутих білків в ендоплазматичному ретикулумі (стрес ЕР). Внаслідок UPR трансляція більшості білків пригнічується для зменшення навантаження на ЕР, виняток становлять тільки ті білки, що сприяють подоланню стресу (шаперони, транспортери амінокислот, білки необхідні для деградації пов'язаної із ЕР (англ. endoplasmic-reticulum-associated protein degradation, ERAD) та деякі інші). Якщо не вдається відновити гомеостаз, UPR може завершитись смертю клітини.
Відповідь на незгорнуті білки була вперше відкрита у клітинах дріжджів, де вона складається із одного лінійного сигнального шляху. У ссавців UPR має як мінімум три гілки, що взаємодіють між собою. До сенсорів стресу ЕР, кожен із яких активує одну із гілок UPR, належать дві протеїнкінази: IRE1 (англ. inositol-requiring protein-1, інша назва ERN1) і PERK (англ. protein kinase RNA (PKR)-like ER kinase, інша назва EIF2AK3) та транскрипційний фактор ATF6 (англ. activating transcription factor-6).

## Активація сенсорів стресу ЕР
Відомо, що у ссавців у відповідь на накопичення неправильно згорнутих білків в ЕР, в мембрані цієї органели відбувається олігомеризація двох протеїнкіназ: IRE1 та PERK, після чого вони підлягають транс-автофосфорилюванню й активуються. Обидва білки містять у своєму складі еволюційно споріднені і взаємозамінні сенсорні домени, повернуті до порожнини ЕР.
На пояснення того, яким чином клітина «відчуває» стрес ендоплазматичного ретикулуму, тобто як сенсори стресу ЕР (зокрема IRE1 і PERK) активуються у відповідь на накопичення незгорнутих білків, було запропоновано три моделі. Згідно із першою для олігомеризації сенсорних протеїнкіназ необхідна безпосередня взаємодія із білками, що перебувають у неправильній конформації. Друга модель припускає активацію за посередництва шаперона BiP (англ. immunoglobulin-binding protein, інші назви: GRP-78 (англ. 78 kDa glucose-regulated protein) і HSPA5 (англ. heat shock 70 kDa protein 5)). За відсутності стресу PERK та IRE1 перебувають у комплексі із цим білком, що перешкоджає їх олігомеризації, а в разі накопичення розгорнутих білків у порожнині ЕР, BiP може дисоціювати від протеїнкіназ, знімаючи таким чином інгібування. Хоча на користь цієї гіпотези свідчить той факт, що надекспресія BiP призводить до пригнічення активності IRE1 та PERK, проте регуляція IRE1 може відбуватись і без цього шаперону. Третя модель активації сенсорів стресу ЕР припускає, що для олігомеризації IRE1 та PERK необхідна як дисоціація BiP, так і приєднання неправильно згорнутих білків.

## Три гілки UPR

### Сигнальний шлях IRE1
IRE1 був першим виявленим сенсором стресу ендоплазматичного ретикулму. Його відкрили у клітинах дріжджів під час скринінгу мутацій, що блокують активацію репортерного гену індукованого UPR. IRE1 — це трансмембранний білок ЕР, що містить сенсорний домен повернутий у порожнину органели та протеїнкіназний домен у цитозолі. У відповідь на стрес ЕР IRE1 олігомеризується у площині мембрани. В утвореному комплексі мономери фосфорилюють одне одного (відбувається транс-автофосфорилювання), і внаслідок цього активуються.
На відміну від багатьох інших сигальних протеїнкіназ IRE1 не запускає каскаду фосфорилювання білків, натомість внаслідок активації він набуває специфічної ендонуклеазної активності, єдиним відомим субстратом якої є мРНК, що кодує транскрипційний фактор Hac1 (англ. homologous to ATF/CREB1) у дріжджів або XPB1 (англ. X-box binding protein-1) у багатоклітинних тварин. IRE1 розрізає попередник мРНК Hac1 або XBP1 двічі, вирізаючи інтрон, після цього утворені фрагменти лігуються. Внаслідок сплайсингу мРНК відбувається зсув рамки зчитування і трансляція активного білка. Синтезований білок (Hac1 або XBP1s) мігрує у ядро, де активує експресію генів, необхідних для UPR, зокрема ферментів біосинтезу ліпідів для біогенезу мембран ЕР, білків шаперонів, та білків, що беруть участь в ERAD (серед них EDEM).
У дріжджів та багатоклітинних тварин наслідки сплайсингу попередника мРНК Hac1 та XBP1 різняться. Зокрема у дріжджів інтрон у цій РНК пригнічує трансляцію, і його вирізання знімає інгібування. У тварин натомість відбувається трансляція з обидвох форм мРНК — як сплайсованої, так і несплайсованої. У першому випадку утворюється більш стабільний білок XBP1s, що є активатором генів UPR, а в другому — менш стабільний XBP1u, який виконує роль репресора генів мішеней UPR.
Експресія Hac1 та XBP1 регулюється також на рівні синтезу мРНК. У дріжджів транскрипція із гену HAC1 зростає у випадку, коли спостерігається дуже сильний стрес ЕР. В такому разі запускається програма транскрипції, що має назву супер-UPR, і якісно відрізняється від звичайної відповіді на незгорнуті білки. У тварин трансляція гену XBP1 перебуває під контролем інших гілок UPR, вона зростає на відразу ж після активації цього сигнального шляху і залишається на високому рівні навіть під час його спадання. Коли мРНК XBP1 продовжує синтезуватись вже після інактивації IRE1, то це має наслідком утворення білка XBP1u, який може бути потрібним для припинення сигнального шляху UPR двома способами: по-перше, через конкуренцію із XBP1s за сайти зв'язування, по-друге через інгібіторну гетеродимеризацію із ним.
У клітинах дріжджів UPR повністю забезпечується тільки шляхом IRE1/Hac1. Цей шлях є лінійним, тобто мРНК Hac1 є єдиним субстратом IRE1 і тільки IRE1 може здійснювати сплайсинг цієї мРНК. Інша ситуація спостерігається у клітинах тварин, в яких шлях IRE1 є тільки однією із трьох гілок UPR. Крім того функції IRE1 не обмежуються сплайсингом мРНК XBP1, його фосфорильована форма взаємодіє із білком TRAF2 (англ. tumour necrosis factor receptor (TNFR)-associated factor-2). Після цього утворений комплекс може активувати кіназу JNK (англ. Jun N-terminal kinase), а також каспазу-12, що призводить до загибелі клітини. У культурах клітин дрозофіли чорночеревої IRE1 бере участь у деградації багатьох мРНК, трансляція яких відбувається на шЕР, таким чином зменшуючи навантаження на цю органелу.

### Сигнальний шлях ATF6
Наступним відкритим після IRE1 сенсором стерсу ЕР став ATF6. Цей білок належить до транскрипційних факторів, проте синтезується в неактивній формі заякореній у мембрані ендоплазматичного ретикулуму. Він також містить сесорний домен, схожий до такого в IRE1 та PERK. Під час активації UPR ATF6 транслокуються в апарат Гольджі, де підлягає обмеженому протеолізу у двох ділянках. Протеоліз здійснюють ферменти S1P (site 1 protease) і S2P (site 2 protease). Утворений ATF6f (f від fragment) транспортується у ядро, де активує експресію генів, зокрема шаперонів (в тому числі і BiP) та XBP1.
Існує кілька споріднених до ATF6 транскрипційних факторів, заякорених в ендоплазматичному ретикулумі. Принаймні один із них — CREBH (англ. cyclic AMP-responsive element binding protein-hepatocyte) активується у відповідь на стрес ЕР, проте він не збільшує експресії генів, необхідних для протікання UPR, а запускає синтез білків гострої фази пов'язаних із запаленням.

### Сигнальний шлях PERK
PERK, як і IRE1, є трансмембранним білком ендоплазматичного ретикулуму, із сенсорним доменом в його порожнині, та протеїнкіназним повернутим до цитозолю. PERK також активується шляхом олігомеризації із подальшим транс-автофосфорилюванням. Проте, на відміну від IRE-1, активована форма PERK фосфорилює й інший білок, а саме α-субодиницю еукаріотичного фактора ініціації трансляції eIF2α по залишку серину 51. Внаслідок цього фактор обміну гуанілових нуклоетидів eIF2B більше не може переводити eIF2 в його активну ГТФ-зв'язану форму. Через це загальний рівень ініціації трансляції сильно знижується, а разом з ним і навантаження на ендоплазматичний ретикулум.
Поряд із тим, що фосфорилювання eIF2α призводить до загального пригнічення біосинтезу більшості білків, воно також має наслідком активацію трансляції невеликої їх групи. мРНК цих білків містять інгібіторні 5' відкриті рамки зчитування (англ. upstream open reading frames (uORFs)), які за нормальних умов пригнічують трансляцію білок-кодуючих послідовностей. Проте, коли eIF2α перебуває у фосфорильованому стані, рибосоми «проскакують» uORF, і синтез білків відбувається нормально. До таких білків зокрема належать транскрипційний фактор Gcn4 (англ. general control non-derepressible-2) у дріжджів та його тваринний гомолог ATF4. Проте, у ссавців лише половина генів, що активуються PERK, залежні від AFT4, що свідчить про участь у цьому процесі якихось інших транскрипційних факторів. Фосфорилювання eIF2α також може призводити до активації NFκB, проте механізм, за яким це відбувається до кінця не відомий.
PERK (або EIF2AK3) не єдина кіназа, що фосфорилює eIF2α. Таку ж функцію виконують HRI (англ. haem-regulated inhibitor kinase або EIF2AK1), що активується при нестачі гему, Gcn2 (або EIF2AK4), яка бере участь у відповіді на нестачу амінокислот, і PKR (або EIF2AK2), що активується двонитковою РНК. Через те, що на рівні фосфорильованого eIF2α конвергуються сигнали від багатьох шляхів, сукупність реакцій, які він запускає були названі інтегрованою відповіддю на стрес (англ. integrated stress response, IRS).
Сигнальний шлях PERK строго регульований в клітині, і вже за кілька хвилин по відновленню гомеостазу в ЕР PERK дефосфорилюється. Також відбувається і дефосфорилювання мішені PERK — eIF2α, відомі дві фосфорилази, які за це відповідають: CReP (англ. constitutive repressor of eIF2a phosphorylation), що експресується коститутивно і забезпечує базовий рівень дефосфорилювання, і GADD34 (англ. growth arrest and DNA-damage-inducible protein-34). Експресія останньої активується під час інтегрованої відповіді на стрес і є частиною механізму негативного зворотного зв'язку в межах цього сигнального шляху.

### Взаємодія між гілками UPR
Хоча активація PERK, IRE1 і ATF6 відбувається незалежно, гілки UPR взаємодіють між собою. Зокрема було виявлено, що між шляхом ATF6 та IRE1-XBP1s існує функціональна надлишковість. В експериментах на Caenorhabditis elegans було показано, що мутації в генах будь-якої із цих двох гілок добре переносяться тваринами, в той час як одночасне порушення обидвох гілок призводить до зупинки розвитку червів. Іншим прикладом взаємодії між гілками UPR є регуляція білка XBP1, рівень транскрипції якого збільшується у відповідь на активацію шляхів PERK та ATF6, а сплайсинг мРНК забезпечує IRE1.

## Зміни ендоплазматичного ретикулуму під час стресу
У багатьох типах клітин розмір ендоплазматичного ретикулуму залежить від наватаження на нього. Існують дані на користь того, що саме UPR забезпечує пристосування ЕР клітини до фізіологічних вимог. Зокрема цей сигнальний шлях активує імпорт амінокислот (гени транспортерів амінокислот активуються під впливом PERK-залежного фосфорилювання eIF2α) в клітину та зарядження тРНК. Таку його функцію неможливо пояснити самим тільки зменшенням навантаження незгорнутих білків у ЕР, натомість, UPR, ймовірно, не тільки захищає клітину від стресу ЕР, а й збільшує її здатність до секреції білків.

### Зміни у процесах трансляції та транслокації
Загальне зниження рівня ініціації трансляції в клітині внаслідок PERK-залежного фосфорилювання eIF2α є однією із найбільш ранніх подій під час UPR. Воно потрібне не тільки для того, щоб зменшити загальне навантаження на ЕР, а й для вивільнення рибосом та факторів трансляції, для синтезу білків, необхідних для подолання стресу, зокрема шаперонів.
Трансляція під час UPR зазнає також й інших змін. Зокрема в умовах стресу ЕР, в клітині можуть специфічно деградуватись мРНК секретованих білків. Це явище було відкрите під час порівняння експресії мРНК у клітинах дикого типу, нок-дауних по гену XBP1 і нок-дауних по гену IRE1 в умовах ЕР стресу та за його відсутності. З'ясувалось, що в клітинах дикого типу та XBP1-нок-дауних під час ЕР стресу численні мРНК, що кодують секретовані білки деградувались, чого не спостерігалось в клітинах нок-дауних по IRE1. Пізніше було встановлено, що розщеплюються тільки мРНК фізично асоційовані з ендоплазматичним ретикуломом, що також зменшує навантаження на цю органелу та сприяє вивільненню рибосом.
Зміни спостерігаються також і в транслокації білків у порожнину ЕР. Цей процес забезпечує так званий транслокон, що котрансляційно, тобто одночасно із синтезом поліпептидного ланцюга, переносить його через мембрану. Хоча транслокація може відбуватись і без участі шаперонів ЕР, вони сприяють її проходженню. Відповідно, під час стресу ЕР, коли кількість вільних шаперонів різко зменшується зменшуватиметься і швидкість транслокації нових поліпептидів, проте це стосується різних білків у різній мірі. Білки із слабшими сигнальними послідовностями, як наприклад білок попередник пріонів (PrPC) не допускаються в ендоплазматичний ретикулум, тоді як необхідні, такі як шаперони транслокуються нормально.